# Navin Ramankutty
Navin Ramankutty ist ein Agrargeograf. Er ist Professor und Inhaber des Canada-Research-Lehrstuhls für globalen Umweltwandel und Lebensmittelsicherheit am Liu-Institut für globale Fragen und am Institut für Ressourcen, Umwelt und Nachhaltigkeit der University of British Columbia.

## Leben
Ramankutty schloss 1991 am College of Technology in Indien ein Bachelorstudium ab, 1994 an der University of Illinois at Urbana-Champaign unter der Betreuung von Michael E. Schlesinger ein Masterstudium und 2000 an der University of Wisconsin unter der Betreuung von Jonathan A. Foley ein Promotionsstudium. Er war ab 2006 an der McGill University als Assistenzprofessor tätig.

## Wirken
Ramankuttys Forschung befasst sich mit dem Verständnis der Nutzung und Veränderung der Landoberfläche der Erde für die Landwirtschaft durch Menschen und der Auswirkungen auf die weltweite Umwelt. Seine Forschung zielt mithilfe weltweiter Erdbeobachtungen und numerischer Ökosystemmodelle auf die Suche nach Lösungen für das Problem der Ernährung der Menschheit mit einem kleinstmöglichen weltweiten ökologischen Fußabdruck ab.
Er lieferte Beiträge zum Millennium-Ecosystem-Assessment-Bericht und zum Vierten Sachstandsbericht des Intergovernmental Panel on Climate Change (IPCC).

## Veröffentlichungen (Auswahl)
- Jonathan A. Foley, Ruth DeFries, Gregory P. Asner, Carol Barford, Gordon Bonan, Stephen R. Carpenter, F. Stuart Chapin, Michael T. Coe, Gretchen C. Daily, Holly K. Gibbs, Joseph H. Helkowski, Tracey Holloway, Erica A. Howard, Christopher J. Kucharik, Chad Monfreda, Jonathan A. Patz, I. Colin Prentice, Navin Ramankutty, Peter K. Snyder (2005). Global consequences of land use. Science, 309(5734), 570–574. doi:10.1126/science.1111772
- Jonathan A. Foley, Navin Ramankutty, Kate A. Brauman, Emily S. Cassidy, James S. Gerber, Matt Johnston, Nathaniel D. Mueller, Christine O’Connell, Deepak K. Ray, Paul C. West, Christian Balzer, Elena M. Bennett, Stephen R. Carpenter, Jason Hill, Chad Monfreda, Stephen Polasky, Johan Rockström, John Sheehan, Stefan Siebert, David Tilman, David P. M. Zaks (2011). Solutions for a cultivated planet. Nature, 478(7369), 337. doi:10.1038/nature10452
- Verena Seufert, Navin Ramankutty, Jonathan A. Foley (2012). Comparing the yields of organic and conventional agriculture. Nature, 485(7397), 229. doi:10.1038/nature11069